# Gasterophilus salutiferus
Gasterophilus salutiferus är en tvåvingeart som först beskrevs av Clark 1816.  Gasterophilus salutiferus ingår i släktet Gasterophilus och familjen styngflugor. Inga underarter finns listade i Catalogue of Life.